# Myonia conjuncta
Myonia conjuncta är en fjärilsart som beskrevs av Paul Dognin 1910. Myonia conjuncta ingår i släktet Myonia och familjen tandspinnare. Inga underarter finns listade i Catalogue of Life.